# Stefan Aksak (zm. 1650)
Stefan Aksak herbu własnego (zm. przed 17 listopada 1650 roku) – sędzia kijowski w latach 1627–1647, marszałek żytomierskiego sejmiku deputackiego w 1640 roku, starosta ostrski w 1634 roku.
Żonaty z Zofią Łozkówną i Katarzyną z Czołhańskich.
Wziął udział w wyprawie chocimskiej królewicza Władysława. Poseł kijowski na sejm 1625, 1626, 1632, 1637, 1639, 1640, 1642 roku.